# Telostylinus sumatrensis
Telostylinus sumatrensis är en tvåvingeart som först beskrevs av Meijere 1919.  Telostylinus sumatrensis ingår i släktet Telostylinus och familjen Neriidae. Inga underarter finns listade i Catalogue of Life.